# 측광학 (천문학)

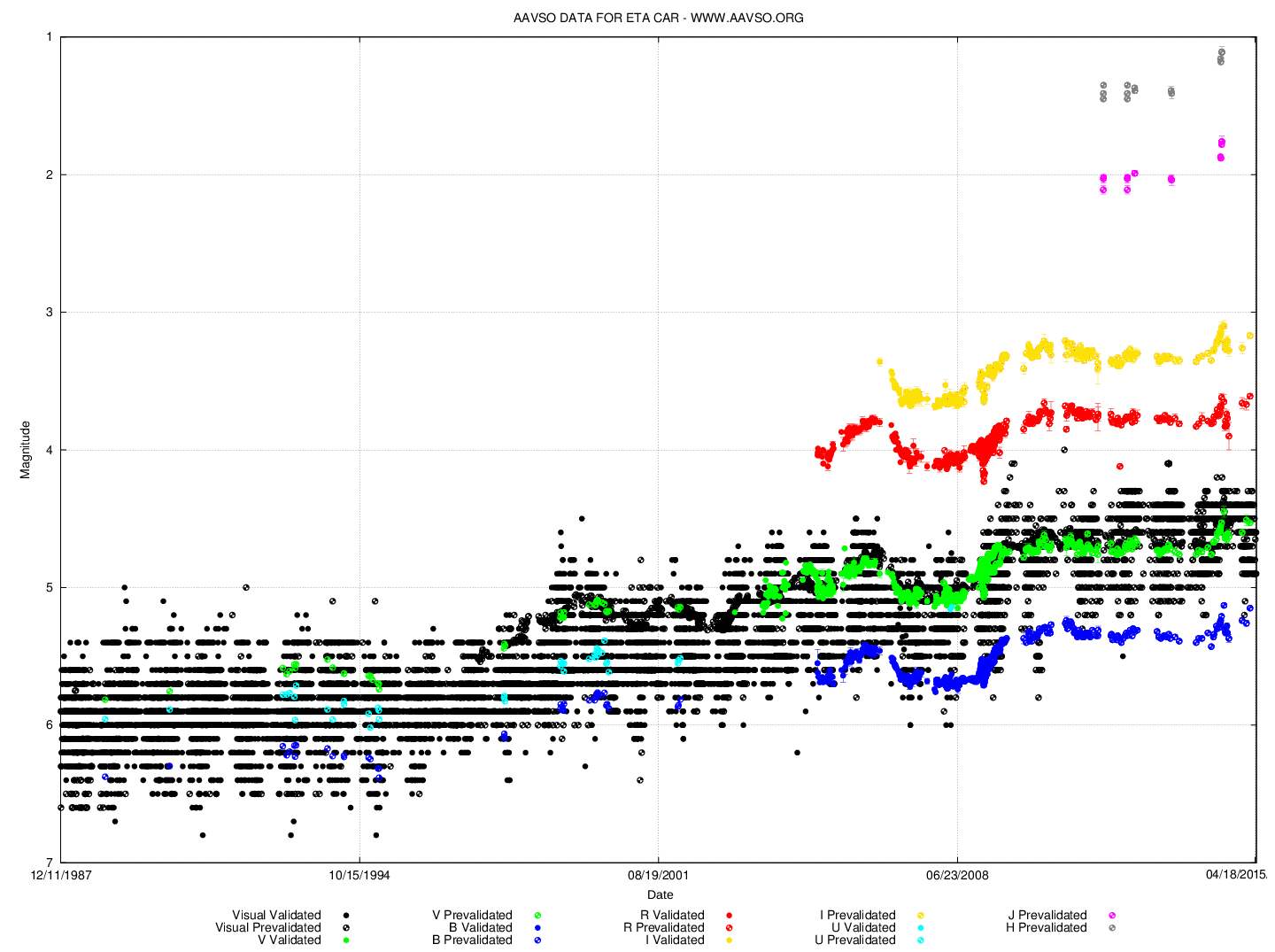

측광학(測光學, Photometry 포토메트리[*])은 천체가 방출하는 전자기 복사의 선속 또는 강도를 측정하는 천문학의 하위분야이다.
측광은 천체에서 방출되는 빛의 흐름이나 강도를 측정하는 것과 관련된 천문학에서 사용되는 기술이다. 이 빛은 광전 효과에 의해 빛을 전류로 변환하는 CCD 광도계 또는 광전 광도계와 같은 전자 장치를 사용하여 종종 만들어지는 광도계를 사용하여 망원경을 통해 측정된다. 알려진 강도와 색상의 표준 별(또는 기타 광원)에 대해 보정할 때 광도계는 천체의 밝기 또는 겉보기 등급을 측정할 수 있다.
측광을 수행하는 데 사용되는 방법은 연구 중인 파장 영역에 따라 다르다. 가장 기본적으로 광도 측정은 빛을 모아 특수 광도 측정 광학 밴드패스 필터를 통과시킨 다음 감광 기기로 빛 에너지를 캡처하고 기록하는 방식으로 수행된다. 통과대역의 표준 세트(측광 시스템이라고 함)는 관측값을 정확하게 비교할 수 있도록 정의된다. 보다 발전된 기술은 분광 광도계로 측정하고 방사선의 양과 자세한 스펙트럼 분포를 모두 관찰하는 분광 광도법이다.
광도계는 대상 물체의 밝기와 스타 필드의 주변 별의 밝기를 동시에 측정하는 시차 광도계 또는 대상 물체의 밝기를 알려진 고정된 별과 비교하여 상대 광도계와 같은 다양한 기술에 의해 변광성 관측에도 사용된다. 크기. 상대 측광과 함께 다중 대역 통과 필터를 사용하는 것을 절대 측광이라고 한다. 시간에 대한 크기 플롯은 광도 곡선을 생성하여 밝기 변화를 일으키는 물리적 프로세스에 대한 상당한 정보를 제공한다. 정밀 광전 광도계는 약 0.001 크기의 별빛을 측정할 수 있다.
표면 측광 기술은 행성, 혜성, 성운 또는 제곱 초당 크기로 겉보기 등급을 측정하는 은하와 같은 확장된 물체에도 사용할 수 있다. 물체의 면적과 천체 전반에 걸친 빛의 평균 강도를 알면 제곱 각초당 크기로 표면 밝기를 결정하고, 확장된 물체의 전체 빛을 통합하면 총 크기, 에너지 출력으로 밝기를 계산할 수 있다.

## 같이 보기
- 반사율
- 양방향반사도분포함수
- 분광학